# Анте Ковачић
Антун - Анте Ковачић (Целине крај Запрешића, 6. јун 1854 – Стењевац, 10. децембар 1889), био је хрватски романописац, новелиста и песник.
Мучан и напоран живот проживио је кроз школе и као адвокатски приправник код Јосипа Франка од 1875. до 1880. године. Био је присталица Хрватске странке права. Пред крај живота је, сломљен тешким приликама и болешћу, завршио у душевној болници у којој је и умро у 35. години.

## Биографија
Анте Ковачић је рођен као дете невенчаних родитеља Ивана Ковачића и Ане Вугринец, те је тек касније постао законито дете. Основну школу је похађао у Марији Горици, а након завршетка основне школе уписао је прво учитељску школу те сјеменишну гимназију. Тако је до 1869. живео прво код каноника Гајдека, а потом и на Каптолу код фрањеваца. Након матуре уписао је Правни факултет у Загребу. Радио је као адвокатски приправник, затим положио докторат после чега је радио као писар.

## Дела
Први је велики Ковачићев прозни текст „Баруничина љубав“, 1877, роман на граници романтизма и реализма, настао на узорима Еугена Суеа и Балзака: мешавина динамичне и почесто невероватне радње и језичког ватромета у чему се Ковачић показао, уз Шеноу, једним од главних хрватских језикотвораца 19. века, по степену утицаја далеко важнији од многих академских филолога. Роман обилује ликовима фаталних жена (Софија Герштајн), прељубима, инцестом и самоубиствима, а композицијски је иновативан, и у европским размерама. Следеће године излази „Смрт бабе Ченгићкиње“, травестија која с правашких националних позиција исмејава илирску и југословенску идеологију, карикирајући култно Мажуранићево дело. Ковачић је и аутор више значајних приповедака, међу којима се издвајају „Ладањска секта“ и „Загорски чудак“. У следећем великом роману „Фишкал“, 1881, аутор понавља своје средишње теме и стилеме: реалистички приступ који се граничи с фантастиком и неретко се претвара у гротеску, ликове фаталних жена, подругљиву, па и отровну сатиру странаца (Немаца, Мађара) и јужнословенске идеологије, жестоки напад на обамрлост хрватског племства и бирократски менталитет, распад личности главних протагониста у лудилу или самоубиству. Пре свога магнум опуса, романа „У регистратури“, писац је објавио и недовршени роман „Међу жабари“, убојиту сатиру на онодобне политичке моћнике који су се препали у акту препознавања и спречили даље излажење (текст је излазио у подлисцима).
У главном делу, „У регистратури“ (1888), Ковачић обилно користи аутобиографски материјал. Та лична нота створиће у овом делу странице прожете с много топлине, непосредног лиризма и усрднијег односа према ликовима, нарочито у приказу и опису детинства Ивице Кичмановића, главног лика у делу. Иако сврставан у класике хрватског реализма, Ковачићев је велики роман торзо који у себе упија опречне светоназоре и поетике: у њему налазимо спектар ситуација и мотива који обухватају канонска правила и романтизма, реализма и натурализма. Настао у огњици, недотеран и растрган, Ковачићев је магнум опус најимпресивније дело хрватске наративне прозе друге половине 19. стољећа.
Цело дело Анте Ковачића је најјаче је остварење хрватског реализма, и то у облику карактеристичном за хрватску књижевност у којој нема превише текстова који славе и посвећују обичност и свакодневност: романи су то посвећени савременој тематици (за разлику од Шеное, чији је опус највећма уроњен у историјску проблематику), чудна мешавина романтизма, реализма и бруталног натурализма набијена разорном сатиром и очајем над стањем хрватског друштва; култом фаталне жене укорењеног у романтизму; бурним заплетима и великим страстима, те пропашћу главних ликова у злочину, убиству, лудилу и самоубиству. Распет између романтизма и натурализма, Ковачић је сензибилитетом претходник велике традиције хрватскога романа егзистенцијалистичке и политичко-сатиричког усмерења.
Остала дела:
- „Стихови“ (1949)
- „Фељтони и чланци“ (1952)
- „Дјела“, I-II (1950)